# Leuroleberis poulseni
Leuroleberis poulseni is een mosselkreeftjessoort uit de familie van de Cylindroleberididae. De wetenschappelijke naam van de soort is voor het eerst geldig gepubliceerd in 1970 door Moguilevsky & Ramirez.